# 정주일 (축구 선수)
정주일(1991년 3월 6일 ~ )은 대한민국의 축구 선수로, 포지션은 수비수이다.